# Rycica
Rycica (prononciation : [rɨˈt͡ɕit͡sa]) est un village polonais de la gmina de Baranowo dans le powiat d'Ostrołęka de la voïvodie de Mazovie dans le centre-est de la Pologne.
Il se situe à environ 5 kilomètres au nord-ouest de Baranowo (siège de la gmina), 27 kilomètres au nord-ouest d'Ostrołęka (siège du powiat) et à 111 kilomètres au nord de Varsovie (capitale de la Pologne).

## Histoire
De 1975 à 1998, le village appartenait administrativement à la voïvodie d'Ostrołęka.